# Ментюков, Николай Фёдорович
Николай Фёдорович Ментюков (11 января 1904,  Чембар, Пензенская губерния, Российская империя —  19 апреля 1992, Москва, Российская Федерация) — советский военачальник, генерал-майор артиллерии (17.11.1944)

## Биография
Родился 11 января 1904 года в городе Чембар, (ныне, город Белинский, Пензенская область, Россия).  Русский. 

### Военная служба

#### Межвоенные годы
В июле 1922 года призван в РККА и направлен на учёбу в Саратовскую артиллерийскую школу. После окончания школы в августе 1925 назначен в 34-й артиллерийский полк 34-й стрелковой дивизии ПриВО в городе Самара, где проходил службу командиром взвода, помощником командира и командиром батареи, помомощником начальника штаба полка. Член ВКП(б) с 1931 года. С 1933 года и.д. 1-го помощника начальника штаба артиллерии 34-й стрелковой дивизии. В марте 1934 года направлен с дивизией на Дальний Восток в город Биробиджан.  В 1935 году окончил артиллерийские КУКС в городе Владивосток.   В 1937 году назначен начальником штаба артиллерии дивизии.
С 5 июля 1938 года по 13 марта 1939 года  капитан Ментюков был арестован и находился под следствием органов НКВД, затем восстановлен в кадрах Красной армии и назначен начальником штаба артиллерии 91-й стрелковой дивизии СибВО в городе Ачинск. В составе дивизии участвовал в Советско-финской войне, был ранен и награждён медалью «За боевые заслуги». В августе 1940 года назначен командиром 740-го гаубичного артиллерийского полка 91-й стрелковой дивизии. К началу войны заочно окончил два курса Артиллерийской академии РККА имени Ф. Э. Дзержинского.

#### Великая Отечественная война
С началом  войны дивизия включена в формировавшуюся в СибВО 24-ю армию, в её составе убыла на Западный фронт.  С 8 августа 1941 года дивизия принимала участие в Духовщинской операции, в составе 19-й армии. 21 августа командир полка Ментюков был тяжело ранен и эвакуирован в госпиталь.
В декабре 1941 года направлен в СибВО на должность начальника артиллерии 232-й стрелковой дивизии, формировавшейся в городе Бийск. С июля 1942 года её части в составе 60-й армии Воронежского фронта принимали участие в Воронежско-Ворошиловградской оборонительной операции. 26 ноября 1942 года назначен командиром 8-й истребительной противотанковой артиллерийской бригады. В январе 1943 года она участвовала в освобождении города Воронеж, затем вела бои за населенные пункты и города Курбатово, Касторное, Тим, Солнцево, Щигры, Лукашовка, Пены,  Льгов. После освобождения города Льгов бригада отозвана из 60-й армии и в начале марта передана в группу войск, оборонявших Харьков. 16 марта 1943 года назначен заместителем командира по строевой части 10-й артиллерийской дивизии прорыва.
В апреле 1943 года назначен заместителем командующего артиллерией 69-й армии. С июня и.д. командующего артиллерией 40-й общевойсковой, затем 3-й гвардейской танковой и вновь 40-й общевойсковой армий. С января 1944 года  и.д. командующего артиллерией 40-й армии. С июля 1944 года и до конца войны командующий артиллерией и заместитель командующего войсками по артиллерии 4-й танковой армии, которая в составе 1-го Украинского фронта участвует в Львовско-Сандомирской, Восточно-Карпатской и Висло-Одерской операциях.   За выдающиеся боевые успехи и массовый героизм личного состава армия в марте 1945 года получила гвардейское звание и стала именоваться 4-й гвардейской танковой армией.  Уже под гвардейскими знамёнами артиллеристы генерала Ментюкова участвовали в Верхне-Силезской и Берлинской операциях.
За время войны  полковник,  генерал-майор Ментюков был 15 раз персонально упомянут в благодарственных в приказах Верховного Главнокомандующего

#### Послевоенное время
После войны с октября 1946 года и.д. командующего артиллерией и заместитель командующего войсками по артиллерии 4-й гвардейской механизированной армии. С января 1947 года командующий артиллерией 4-й гвардейской отдельной кадровой танковой дивизии ГСОВГ (с 25 июля 1949 года - 4-я гвардейская мехеханизированнвя  армия). В августе 1951 года после окончания ВАК при Высшей военной академии назначен начальником 5-го отдела - заместителем начальника Управления боевой подготовки БТ и MB Советской армии по самоходной артиллерии.  В мае 1953 года  гвардии генерал-майор Ментюков уволен в запас (по болезни).

## Награды
СССР
- орден Ленина (06.11.1947)[5][6]
- два ордена Красного Знамени (19.12.1942[7],  03.11.1944[6][8])
- орден Кутузова I степени (06.05.1945)[9]
- орден Суворова II степени (10.01.1944)[10]
- орден Кутузова II степени (06.04.1945)[11]
- два ордена Отечественной войны I степени (26.04.1944[12],  06.04.1985[13][14])
  - медали в том числе:
  - «За боевые заслуги» (11.04.1940)[5]
  - «За оборону Москвы» (1944)
  - «За победу над Германией в Великой Отечественной войне 1941—1945 гг.» (08.08.1945)[15]
  - «За взятие Берлина» (1945)[5]
  - «За освобождение Праги» (1945)[5]
  - «Ветеран Вооружённых Сил СССР» (1976)
- знак «50 лет пребывания в КПСС»

- За разгром восьми танковых дивизий немцев, среди которых танковые дивизии СС «Адольф Гитлер» и «Райх», четырнадцати пехотных дивизий, овладение городом и крупным железнодорожным узлом Коростень, городами Володарск-Волынский, Червоноармейск, Черняхов, Радомышль, Коростышев, городом и важнейшим железнодорожным узлом Казатин, городом Сквира. 30 декабря 1943 года № 52.
- За прорыв обороны противника, овладение городами Дорохой и Ботошаны, за форсирование реки Прут. 8 апреля 1944 года. № 102.
- За овладение важным хозяйственно-политическим центром и областным городом Украины Львов – крупным железнодорожным узлом и стратегически важным опорным пунктом обороны немцев, прикрывающим пути к южным районам Польши. 27 июля 1944 года № 154.
- За овладение городом и железнодорожной станцией Пиотркув (Петроков) — важным узлом коммуникаций и опорным пунктом обороны немцев на лодзинском направлении. 18 января 1945 года. № 227.
- За овладение городами Милич, Бернштадт, Намслау, Карльсмаркт, Тост и Бишофсталь — важными узлами коммуникаций и опорными пунктами обороны немцев и выход к реке Одер в районе города Бреслау на участке протяжением 60 километров. 23 января 1945 года. № 248.
- За овладение городами немецкой Силезии Нейштедтель, Нейзальц, Фрейштадт, Шпроттау, Гольдберг, Яуэр, Штригау — крупными узлами коммуникаций и сильными опорными пунктами обороны немцев. 14 февраля 1945 года. № 278.
- За овладение на территории немецкой Силезии городом Грюнберг и в провинции Вранденбург городами Зоммерфельд и Зорау – важными узлами коммуникаций и мощными опорными пунктами обороны немцев. 15 февраля 1945 года. № 281.
- За прорыв обороны противника западнее и южнее города Оппельн, окружение и разгром группы немецких войск юго-западнее Оппельна, а так же овладение в немецкой Силезии городами Нойштадт, Козель, Штейнау, Зюльц, Краппитц, Обер-Глогау, Фалькенберг и захват более 400 других населенных пунктов. 22 марта 1945 года. № 305.
- За овладение в Силезии, западнее Одера, городами Нейссе и Леобшютц — сильными опорными пунктами обороны немцев. 24 марта 1945 года. № 307
- За овладение городами Ратибор и Бискау — важными узлами дорог и сильными опорными пунктами обороны немцев на левом берегу Одера. 31 марта 1945 года. № 321.
- За прорыв при поддержке массированных ударов артиллерии и авиации сильно укрепленной и глубоко эшелонированной обороны немцев на реке Нейсе, продвижение вперед от 80 до 160 километров, овладение городами Котбус, Люббен, Цоссен, Беелитц, Лукенвальде, Тройенбритцен, Цана, Мариенфельде, Треббин, Рангсдорф, Дидерсдорф, Тельтов и вхождение с юга в столицу Германии Берлин. 23 апреля 1945 года. № 340.
- За полное окружение Берлина и овладение городом Кетцин. 25 апреля 1945 года. № 342.
- За завершение ликвидации группы немецких войск, окруженной юго-восточнее Берлина. 2 мая 1945 года. № 357.
- За полное овладение столицей Германии городом Берлин — центром немецкого империализма и очагом немецкой агрессии. 2 мая 1945 года. № 359.
- За освобождение от немецких захватчиков столицы союзной нам Чехословакии город Прага. 9 мая 1945 года. № 368.

Других государств
- Чехословацкий Военный крест (1939) (ЧССР)
- орден «Крест Грюнвальда» III степени (ПНР)
- медаль «Победы и Свободы» (ПНР)